# Корзлинский, Николай Васильевич
Никола́й Васи́льевич Корзли́нский (1851 — 12 ноября 1933, Кёнигштайн, близ Франкфурта, Германия) — русский лексикограф, эсперантист. Один из составителей русско-эсперантского словаря (1910), известного как словарь доктора Корзлинского.

## Биографические сведения
По профессии врач. Видный работник в области просвещения. В 1919 году Владимир Ильич Ленин подписал Корзлинскому охранную грамоту.
Составленный под руководством Корзлинского и изданный в 1910 году в Москве русско-эсперантский словарь был наиболее полным словарём того времени. Он включал 24 250 слов. После издания своего словаря Корзлинский много работал над его пополнением. Рукопись, содержащая эти пополнения, погибла в 1924 году при пожаре, который уничтожил значительную часть архива  Московского института эсперанто, журнала «La Ondo de Esperanto» и книжного магазина «Эсперанто».
Дочь Корзлинского Ольга была женой (второй по счёту) швейцарского революционера Фридриха Платтена. Узнав из газет, что её муж приговорён румынским судом к казни через повешение (информация оказалась ложной), Ольга Николаевна 31 декабря 1918 года в Цюрихе покончила жизнь самоубийством, выбросившись из окна.